# Prvenstvo NSO Split 1971./72.
Prvenstvo Nogometnog saveza općine Split je bila liga četvrtog ranga natjecanja nogometnog prvenstva Jugoslavije u sezoni 1971./72. 
 
Sudjelovalo je 12 klubova, a prvak je bio Mosor iz Žrnovnice.  

## Ljestvica
| mj. | klub                   | ut. | pob. | ner. | por. | gol+ | gol- | bod |
| --- | ---------------------- | --- | ---- | ---- | ---- | ---- | ---- | --- |
| 1.  | Mosor Žrnovnica        | 22  | 16   | 1    | 5    | 88   | 33   | 33  |
| 2.  | Hvar                   | 22  | 13   | 5    | 4    | 74   | 34   | 31  |
| 3.  | Jedinstvo Srinjine     | 22  | 15   | 1    | 6    | 66   | 28   | 31  |
| 4.  | Uskok Klis             | 22  | 13   | 5    | 4    | 63   | 32   | 31  |
| 5.  | Tekstilac Sinj         | 22  | 10   | 5    | 7    | 49   | 40   | 25  |
| 6.  | Kolektivac Postira     | 22  | 11   | 3    | 8    | 43   | 43   | 25  |
| 7.  | OSK Otok               | 22  | 9    | 6    | 7    | 52   | 44   | 24  |
| 8.  | Proleter Dugopolje     | 22  | 9    | 4    | 9    | 47   | 52   | 22  |
| 9.  | Jadran Supetar         | 22  | 8    | 2    | 12   | 49   | 58   | 18  |
| 10. | Borac Glavice          | 22  | 7    | 2    | 13   | 25   | 65   | 16  |
| 11. | Domagoj Konjsko        | 22  | 2    | 3    | 17   | 27   | 91   | 7   |
| 12. | Zagora Primorski Dolac | 22  | 0    | 1    | 21   | 19   | 86   | 1   |

## Rezultatska križaljka
| kratica | klub                   | BOR  | DOM | HVAR | JAD | JED | KOL | MOS | OSK | PRO | TEK | USK  | ZAG |
| --- | ---------------------- | ---- | --- | ---- | --- | --- | --- | --- | --- | --- | --- | ---- | --- |
| BOR | Borac Glavice          |      |     |      |     |     | 2:1 |     |     | 1:2 |     | 1:1  |     |
| DOM | Domagoj Konjsko        |      |     |      |     |     | 3:3 |     |     | 1:3 |     | 0:3  |     |
| HVAR | Hvar                   |      |     |      |     |     | 0:1 |     |     | 3:2 |     | 2:2  |     |
| JAD | Jadran Supetar         |      |     |      |     |     | 7:3 |     |     | 4:2 |     | 2:0  |     |
| JED | Jedinstvo Srinjine     |      |     |      |     |     | 2:0 |     |     |     |     | 2:0  |     |
| KOL | Kolektivac Postira     | 4:1  | 4:0 | 0:0  | 3:1 | 2:6 |     | 2:1 | 4:0 | 3:1 | 4:2 | 0:3  | 2:1 |
| MOS | Mosor Žrnovnica        |      |     |      |     |     | 3:0 |     |     | 7:0 |     | 10:3 |     |
| OSK | OSK Otok               |      |     |      |     | 1:2 | 1:1 |     |     | 5:1 |     | 2:2  |     |
| PRO | Proleter Dugopolje     | 2:0  | 6:2 | 1:1  | 4:2 | 6:1 | 0:2 | 6:1 | 3:2 |     | 1:1 | 0:0  | 3:2 |
| TEK | Tekstilac Sinj         |      |     |      |     |     | 4:0 |     |     | 2:2 |     | 1:1  |     |
| USK | Uskok Klis             | 11:1 | 9:1 | 2:1  | 3:0 | 2:1 | 5:3 | 3:0 | 1:2 | 3:2 | 3:1 |      | 5:0 |
| ZAG | Zagora Primorski Dolac |      |     |      |     |     | 0:1 |     |     | 2:4 |     | 0:1  |     |
| |                        |      |     |      |     |     |     |     |     |     |     |      |     |
| podebljan rezultat - utakmice od 1. do 11. kola (1. utakmica između klubova) rezultat normalne debljine - utakmice od 12. do 22. kola (2. utakmica između klubova) rezultat nakošen - nije vidljiv redoslijed odigravanja međusobnih utakmica iz dostupnih izvora rezultat nakošen i smanjen * - iz dostupnih izvora nije uočljiv domaćin susreta prekrižen rezultat - poništena ili brisana utakmica p - utakmica prekinuta 3:0 p.f. / 0:3 p.f. - rezultat 3:0 bez borbe |                        |      |     |      |     |     |     |     |     |     |     |      |     |

Izvori: 